# 北京市西城区洁民幼儿园
北京市西城区洁民幼儿园，位于北京市西城区马甸裕中西里小区36号楼，是隶属北京市西城区教育委员会的事业单位。

## 简介
光绪二十九年（1903年）秋，湖北幼稚园在武昌成立，是中国第一个官办学前教育机构。同年，章宗祥、章继诗、陈彦庵（章宗祥夫人）在北京西城创建了北京历史上首座蒙养院——京师第一蒙养院。清朝光绪二十九年十一月二十六日（1904年1月13日）呈报并着实行的《奏定学堂章程》中包括有《奏定蒙养院章程及家庭教育法章程》，规定设蒙养院，收3至7岁幼儿。1907年2月学部颁布《奏定女子小学堂章程》后，京师第一蒙养院附设女子两等小学堂成立，是北京最早设立的女子小学堂。
1922年，北洋政府教育部颁布《学校系统改革令》，“京师第一蒙养院”更名为“洁民幼稚园”，后来又更名为“洁民幼儿园”，以秉持“育人以著其洁”的教育观。
1949年中华人民共和国成立后，洁民幼儿园响应新民主主义教育方针，优先录取工人、军人、干部、烈属、职业妇女的子女。教育内容增加了“爱祖国、爱人民、爱科学、爱劳动、爱护公共财物”的“五爱教育”，推行教养并重、全面发展的教育方针。 
1964年，洁民幼儿园被北京市西城区教育局接收，由私立改为公立幼儿园。1970年代末至1990年代初，洁民幼儿园开办四个教学班，共18名教职工。1995年，洁民幼儿园由南榆钱胡同迁址裕中西里小区，1995年11月正式开班。洁民幼儿园成为第一批早教基地，1998年又被评为一级一类幼儿园。1997年洁民幼儿园提出“自然化教育”理念，并于同年10月18日向社区开放。2004年获评为北京市西城区示范幼儿园，2005年获评为北京市市级示范幼儿园。幼儿园逐步形成了“以人为本，以自然为本”的教育特色。2011年，洁民幼儿园园标诞生。2013年11月29日至12月6日，洁民幼儿园举办了建园110周年庆典活动。